# DAMS・GD-01
DAMS・GD-01は、フランスのレーシングチーム・DAMSがF1参戦用に開発したフォーミュラ1カーである。

## 解説
GD-01は、1994年から1995年にかけてDAMSとレイナードのエンジニアの共同作業によって設計・開発され、国際F3000選手権で成功を収めたチームを国際自動車連盟 (FIA)公認の最高峰であるF1に参戦することを目的としていた。しかし、資金面が不十分だった為、シャシーの開発を完了し、テストを行ったのにもかかわらず、チームはチャンピオンシップに参戦することはなかった。

## 概要
DAMSは1988年にジャン＝ポール・ドゥリオとF1ドライバーのルネ・アルヌーによって設立され、ル・マンを拠点としていた。チームはF1直下のカテゴリーである国際F3000選手権で競争力を発揮し、1990年にエリック・コマス、1993年にオリビエ・パニス、1994年にジャン＝クリストフ・ブイヨンがドライバーズチャンピオンを獲得。ドゥリオは、1990年代前半にF1に昇格したF3000チームであるジョーダン、パシフィック、フォルティの例に倣い、F1に昇格することでチームの進歩の次のステップを踏み出すことを目指した。
競争力のあるF1カーを設計・開発するために、DAMSはジュニア・フォーミュラやアメリカン・オープン＝ホイールカー・レーシング向けのレーシングカーの製造で経験豊富なイギリスのコンストラクター、レイナードと提携した。同社は、ベネトン・B192やリジェ・JS37のF1カーの製造を支援するデータを提供し、レイナードの自社チーム運営計画が頓挫した後、最終的にパシフィック・PR01となった独自のシャシーも製造していた。DAMSはレイナード本社の近くにオフィスを構え、リジェのデザイナーであったクロード・ギャロパンとレイナードの従業員ロブ・アーノットをシャシー設計チームのリーダーに任命した。

## 開発
GD-01の製作は1994年に始まったが、資金援助が限られていたため進捗は遅かった。F1では既に2つのフランスのチーム（リジェ、ラルース）が存在し、ル・マン地域は24時間レースに重点を置いていたため、スポンサーを見つけるのは困難だった。さらに、1994年サンマリノGPでローランド・ラッツェンバーガーとアイルトン・セナが予選・決勝で死亡事故が発生するなどとレギュレーションが変更され、さらに進捗が妨げられた。それでも1995年シーズンの初めまでに、GD-01はほぼ完成していた。これにより、エヴァン法によるアルコールとたばこのスポンサー制限により存続に苦戦していたジェラール・ラルースは、ラルースが計画していたLH95や、ルールに準拠するために必要な改造のために極めて競争力の低いLH94の代わりにGD-01を走らせる可能性についてドゥリオと交渉することになった。ドゥリオは、より深く関与できない限り他のチームが彼のシャシーをレースに使うことを拒否した。結局、ラルースは1995年のレースに1度も出場することなくチームは解散した。
シャシーは、リールに拠点を置くSNPE社が製造したカーボンファイバーとアルミニウムハニカムの複合材で作られた三重隔壁モノコックを採用していた。サイドポッドには大型の水冷器とオイルクーラーが収納されていたため、車体はかなりかさばっていた。GD-01にはプッシュロッド作動のショックアブソーバーを備えたウィッシュボーン式の従来型のサスペンションが採用されていた。この車はローノーズ構成を特徴としていたが、当時他のF1チームでは徐々にハイノーズ化が進んでいたが、レイナードのエンジニアは両方の構成をテストしていた。この車の全体的な空力パッケージは、モータースポーツ作家のサム・コリンズによって「未開発」と評されている。GD-01は、1995年に始まったF1の3リッター時代の新ユニットであるフォード・コスワース ED V8エンジンを搭載していた。これは、低コストで取り付けが簡単なため、小規模チームにとって当時の標準的な選択肢であった。このエンジンは組み直し前の走行距離が400マイル (640 km)、重量は129.5キログラム (285 lb)、回転制限は13,500 rpm、最大出力は13,200 rpmで610制動馬力 (450 kW)発生した。当初はホンダのF1へのひっそりとした復帰の一環として、シャシーに無限ホンダのエンジンが搭載されると考えられていたが、当事者間の交渉は失敗に終わった。トランスミッションは、チームのデファレンシャルも供給していたイギリスの会社Xトラックによってチームのために特別に製造された6速シーケンシャルユニットであった。 Xトラック製ギアボックスは、1995年にミナルディ・M195とシムテック・S951のシャシーでも使用された。電子機器はPiリサーチによって供給され、グッドイヤー製のタイヤにエンケイ製のホイールが装着され、燃料はエルフのガソリンだった。シャシーは1台のみ製造された。

## 開始とテストの歴史
DAMSは、1995年の夏の終わりにサルト・サーキットでGD-01を発表した。発表会にはドゥリオ、ギャロパン、アーノットに加え、ドライバーのエリック・コマス、エマニュエル・コラール、ヤン・ラマースが出席した。車体は青、白、黄色の配色で発表され、スポンサーは最小限で、車に貼られたステッカーはエルフなどの技術パートナーからのもので、この時までにモノコックが1995年の規制に完全に準拠していなかったため、この車はすでに時代遅れになっていたが、チームのエンジニアはそれを改造すれば準拠できると確信していた。
GD-01は10月に南フランスのポール・リカール・サーキットでコマスとラマースがテストを担当した。慎重な車体設計と空力設計のせいでペースが遅れていることが判明し、特に1996年に導入された107%ルールにより、F1で効果的に競争するためには徹底的な開発プログラムが必要であることが示された。しかし、チームがレースに十分な予算を獲得するのに苦労したため、ドゥリオは1996年のチャンピオンシップへの参戦期限に間に合わなかった。ドゥリオは1997年シーズンに参戦することを望んでいたが、資金援助を見つけるための継続的な苦労、GD-01の設計の陳腐化、そしてシムテック、パシフィック、フォルティの各チームがコスワースEDエンジンを使用してF1チームを維持できなかったため、最終的にドゥリオはベンチャーを完全に断念することを決意した。

## その後
GD-01の開発、製造、テストを通じて、DAMSは国際F3000（2005年よりGP2）チームを維持しており、現在はFIA F2選手権に参戦している。唯一のGD-01シャシーはチームの工場にあり、設計図と書類はエイドリアン・レイナードが所有している。Xトラックトランスミッションはその後、グランプリに出場することはなかった別のF1テストプロジェクトである童夢・F105に使用された。レイナードは事業を拡大し続け、1999年よりB・A・Rの最初のF1マシン「B・A・R 01」を設計し、チャンプカーなど他のシリーズにも進出したが、2002年に破産を申請した。